# 全国専門学校体育連盟
全国専門学校体育連盟（ぜんこくせんもんがっこうたいいくれんめい）は日本各地の専門学校が加盟する競技団体である。本部は東京都千代田区の大原簿記学校の敷地内にある。

## 概要
全国専門学校体育連盟は日本各地の専修学校の体育クラブを管理、大会運営などを行っている競技団体である。
ここでは加盟団体にはメインを記載しているが各地域専門学校体育連盟には全国専門学校体育連盟にはない小規模または全国規模ではないが数少ない競技団体の連盟もある。

## 沿革
- 1992年5月 - 創立

## 会長
- 青木靖明（学校法人大原学園 名誉学園長）

## 大会
- 全国専門学校選手権大会（この名称は各種目の大会名先につく、冠名である）

## 加盟団体
- 全国専門学校サッカー連盟
- 全国専門学校野球連盟
- 全国専門学校卓球連盟
- 全国専門学校バレーボール連盟
- 全国専門学校バスケットボール連盟
- 全国専門学校テニス連盟
- 全国専門学校バドミントン連盟